# Stigmella populnea
Stigmella populnea là một loài bướm đêm thuộc họ Nepticulidae. Nó là loài duy nhất được tìm thấy ở Hokkaido in Nhật Bản.
Ấu trùng ăn Populus nigra. Chúng ăn lá nơi chúng làm tổ.